# Valérie Bazin-Malgras
Pour les articles homonymes, voir Bazin et Malgras.
Valérie Bazin-Malgras, née le 31 octobre 1969 à Romilly-sur-Seine (Aube), est une femme politique française.
Conseillère municipale de Troyes depuis 2014, elle est élue trois ans plus tard députée de la deuxième circonscription de l'Aube, en remplacement de Jean-Claude Mathis, député de 2002 à 2017.

## Activité professionnelle
Elle dirige pendant 20 ans les magasins de l'entreprise Villeroy & Boch à Troyes. Elle devient directrice pour la France des magasins d’usine pour Villeroy & Boch en 2003 et présidente de l’association des commerçants de marques à Troyes.

## Mandats locaux
Elle est élue conseillère municipale sur la liste de François Baroin, maire de Troyes, pour les élections de 2014. Elle est missionnée aux relations internationales de la ville. En 2015, elle est élue suppléante au conseil départemental de l'Aube, puis, en 2017, conseillère communautaire de Troyes Champagne Métropole (communauté d'agglomération).

## Mandat national
Investie par Les Républicains, elle se qualifie pour le deuxième tour des élections législatives de 2017, en seconde position, avec 24,19 % des suffrages exprimés.
Au second tour, elle obtient 55,29 % des suffrages exprimés et devient députée le 18 juin 2017 en battant la candidate La République en marche.
Elle est la première femme élue à l'Assemblée nationale dans la deuxième circonscription de l'Aube.
En octobre 2019, elle est nommée vice-présidente du parti Les Républicains par Christian Jacob.
À la suite de la dissolution de l'Assemblée nationale le 9 juin 2024, elle est à nouveau candidate aux législatives. Elle est réélue au second tour face au candidat du Rassemblement national grâce au report des électeurs de la coalition présidentielle et de la coalition de gauche Nouveau Front populaire au nom du front républicain.